# ۷۲ فصل
۷۲ فصل (انگلیسی: 72 Seasons) یازدهمین آلبوم استودیویی گروه موسیقی هوی متال آمریکایی متالیکا است. این آلبوم در ۱۴ آوریل ۲۰۲۳ به‌وسیلهٔ ناشر موسیقی خود، یعنی بلکند ریکوردینگز، منتشر شد. ۷۲ فصل را گرگ فیدلمن تهیه‌کنندگی کرد. او تهیه‌کنندگی آلبوم استودیویی پیشین گروه، متصل… به خودتخریبی (۲۰۱۶) را نیز عهده‌دار بود، و این آلبوم دومین آلبوم استودیویی گروه است که از طریق بلکند منتشر شد.
این آلبوم نقدهای عموماً مثبتی از سوی منتقدان دریافت کرد. آن‌ها عمدتاً اشعار و اجرای آواز جیمز هتفیلد را تحسین کردند اما از مدت زمان آلبوم انتقاد شد. در سال ۲۰۲۴، ۷۲ فصل نامزد سه جایزه در شصت و ششمین مراسم جوایز گرمی شد که در نهایت برای تایتل ترک «۷۲ فصل» جایزه بهترین اجرای متال را دریافت کرد.

## عنوان
در ۲۸ نوامبر ۲۰۲۲، جیمز هتفیلد دربارهٔ معنای عنوان آلبوم ۷۲ فصل توضیح داد: 
۷۲ فصل به ۱۸ سال اول زندگی ما اشاره دارد، یعنی دوره‌ای که طی آن خود واقعی یا غیرواقعی ما شکل می‌گیرد. این ایده بیان می‌کند که والدینمان به ما القا کردند چه کسی هستیم. این می‌تواند به نوعی در قفس قرار دادن ما در چارچوب یک نوع شخصیت خاص باشد. نکته جالب‌تر این است که این باورهای اصلی چگونه امروز نیز بر درک ما از جهان تأثیر می‌گذارند. بسیاری از تجربه‌های ما در بزرگسالی یا بازآفرینی یا واکنشی به همان تجربیات دوران کودکی است. ما یا زندانیان کودکی هستیم یا در تلاش برای رهایی از آن قید و بندهایی که به همراه خود حمل می‌کنیم.

## بازخورد نقادانه
| بررسی جمعی      | بررسی جمعی |
| منبع            | رتبه‌بندی   |
| --------------- | ---------- |
| انی‌دیسنت‌میوزیک؟ | ۷٫۳/۱۰     |
| متاکریتیک       | ۷۷/۱۰۰     |
| بررسی انتقادی   |            |
| منبع            | رتبه‌بندی   |
| آل‌میوزیک        | [ ۱۳ ]     |
| The Arts Desk   | [ ۱۴ ]     |
| کلش             | ۶/۱۰       |
| Classic Rock    | [ ۱۶ ]     |
| ایندیپندنت      | [ ۱۷ ]     |
| کرنگ!           | [ ۱۸ ]     |
| متال همر        | [ ۱۹ ]     |
| ان‌ام‌ئی          | [ ۲۰ ]     |
| پیچفورک         | ۶٫۴/۱۰     |
| رولینگ استون    | [ ۲۲ ]     |

۷۲ فصل به‌طور کلی نقدهای مثبتی دریافت کرده است.  منتقدان، اشعار هتفیلد را مورد تحسین قرار دادند، اما طولانی بودن آلبوم مورد انتقاد قرار گرفت. متاکریتیک، که امتیازات نقدهای منتقدان را جمع‌آوری می‌کند، میانگین امتیاز ۷۷ از ۱۰۰ را بر اساس ۲۲ نقد به این آلبوم داده است. این نشان‌دهنده نقدهای «عموماً مثبت» است. وب‌سایت AnyDecentMusic? نیز که نقدهای بیش از ۵۰ منبع رسانه‌ای را جمع‌آوری می‌کند، امتیاز ۷٫۳ از ۱۰ را بر اساس ۱۸ نقد به این آلبوم اختصاص داده است.
مجله کلسیک راک به این آلبوم امتیاز ۴ از ۵ داده است و موسیقی آن را «متال مدرن تیتانیومی» توصیف کرده است. همچنین، اشعار این آلبوم را «رنج‌کشیده و غم‌افزا» دانسته و تأکید کرده که این آلبوم بسیار تند و تیز است و در تمام ۷۷ دقیقهٔ خود انرژی بالایی دارد. این مجله اشاره کرده که باوجود کمبود بالادها و ملودی‌های بزرگ، این آلبوم تنها برای طرفداران بسیار سخت‌گیر ناامیدکننده خواهد بود. دیلی تلگراف نیز امتیاز ۴ از ۵ ستاره را به آلبوم داده است و نگاه مثبت خود را بیان کرده است. نقدی از رولینگ استون توضیح داده که این آلبوم نشان می‌دهد متالیکا با هدف بیشتری نسبت به دوران اولیهٔ سرعت بالای خود کار می‌کند و بخش‌هایی از آن را که به هیچ‌وجه شبیه چیزهایی نیست که متالیکا قبلاً ضبط کرده، برجسته کرده است. این نقد نیز امتیاز ۴ از ۵ ستاره را داده و بیان کرده که اشعار هتفیلد «واقعاً درد و عذاب اصیل را نشان می‌دهند».
نقدی از متال همر دیدگاه متفاوتی دارد؛ این نشریه بیان کرده که این آلبوم متالیکا به‌عنوان یک گروه متال معمولی و خوب شناخته می‌شود، اما اشعار هتفیلد در این آلبوم بسیار تأثیرگذار هستند، زیرا به‌صورت عمیق به تجربیات اولیهٔ زندگی خود پرداخته است. همچنین اشاره شده که موسیقی این آلبوم در بخش‌هایی قابل احترام است، اما تنوع و دامنهٔ دینامیک اشعار را کاملاً به نمایش نمی‌گذارد.
پیچفورک در نقد ۷۲ فصل تأکید می‌کند که این گروه به سبک سرعتی و پیچیدهٔ دهه ۱۹۸۰ خود بازگشته است، اما طولانی بودن قطعات گاهی از جذابیت آنها می‌کاهد. اشعار آلبوم بیشتر بر غلبه بر مشکلات شخصی متمرکز است و گیتار سولوی کرک همت به‌ویژه در ترانهٔ «اگر تاریکی پسر داشت» به‌عنوان یکی از نقاط قوت اصلی برجسته شده است. با وجود تولید صدای دقیق، درام‌ها گاهی بیش‌ازحد دیجیتالی به نظر می‌رسد. این نشریه می‌گوید که به‌طور کلی، آلبوم ترکیبی از لحظات هیجان‌انگیز و نقاط ضعف دارد و تنها نیمی از زمان آن واقعاً جذاب است.

## عملکرد تجاری
۷۲ فصل در هفته اول انتشار در جدول بیلبورد ۲۰۰ آمریکا به رتبه دوم رسید و ۱۴۶٬۰۰۰ نسخه فروخت، که ۱۳۴٬۰۰۰ نسخه از آن فروش فیزیکی آلبوم بود. این اولین آلبوم گروه از زمان ... و عدالت برای همه بود که نتوانست رتبه اول این جدول را کسب کند و بدین ترتیب زنجیره شش آلبوم پیاپی با رتبه اول برای گروه پایان یافت. رتبه اول آن هفته به آلبوم مورگان والن رسید که هفت هفته متوالی در صدر قرار داشت.
این آلبوم در ۲۰ کشور مختلف، از جمله استرالیا، اتریش، بلژیک، کانادا، فرانسه، آلمان، یونان، ایرلند، نیوزیلند، لهستان، پرتغال، سوئد، سوئیس و بریتانیا، در رتبه اول جدول فروش قرار گرفت.
تا مه ۲۰۲۴، مجموعاً ۳۷۳٬۰۰۰ واحد معادل آلبوم در ایالات متحده برای این آلبوم ثبت شده است.